# 宮崎湧
宮崎 湧（みやざき ゆう、1995年1月25日 - ）は、日本の俳優、モデルである。東京都出身。プラチナムピクセル所属。身長165cm。座右の銘は「テトリスは人生」

## 人物
- 愛称は「なのっくす。」。由来はギリシャ語で『小人』を意味する『ナノ』から。
- 趣味は原付バイクでひとり旅、日本語RAP、イラスト。ゲーム。
- 好きな食べ物は寿司[1]。
- 中学は卓球部、高校は陸上部。
- カッパ好きが高じてカッパ捕獲許可証を取得した。
- あつまれどうぶつの森に登場する「4ごう」をこよなく愛し、「ゴリ美」と名付けている。

## 来歴
- 読者モデル
- 2014年にメジャーデビューした、ボーカルグループ「ZOLA」のリーダー。（2017年12月活動休止）[2]
- 2017年、「あんさんぶるスターズ!エクストラ・ステージ〜Judge of Knights〜」で2.5次元舞台デビュー。

## 出演

### テレビ番組
- 沼にハマってきいてみた（2018年12月18日、NHK）

### テレビドラマ
- ギリシャ神話劇場 神々と人々の日々（2020年4月 - 6月、TOKYO MX）- アテナ / パンドラ 役

### 舞台
- わびらいぶ（2014年11月）
- あしたのおもひで（2015年2月 - 3月、新宿村LIVE）
- 「あんさんぶるスターズ!」シリーズ - 真白友也 役
  - あんさんぶるスターズ!エクストラ・ステージ〜Judge of Knights〜（2017年9月、シアター1010 / 新神戸オリエンタル劇場）[3]
  - あんさんぶるスターズ！オン・ステージ〜To the shining future〜（2018年1月、梅田芸術劇場 シアター・ドラマシティ / シアター1010）[4]
  - あんさんぶるスターズ！エクストラ・ステージ 〜Memory of Marionette〜（2018年12月 - 2019年2月、東京 / 京都 / 大阪 / 福岡 / 仙台）[5]
  - あんさんぶるスターズ！エクストラ・ステージ〜Night of Blossoming Stars〜（2019年12月 - 2020年2月、福岡 / 東京 / 大阪 / 名古屋）
  - 劇団『ドラマティカ』ACT3／カラ降るワンダフル！（2023年10月 - 11月、品川プリンスホテル ステラボール 他） - 主演（松田岳とW主演）[6]
  - あんさんぶるスターズ！THE STAGE-Blessing Moment-（2025年10月 - 11月〈予定〉、品川プリンスホテル ステラボール / AiiA 2.5 Theater Kobe）[7][8]
- 大正浪漫探偵譚 -六つのマリア像-（2018年4月、シアター1010）- 子津洋平 役[9]
- MANKAI STAGE『A3!』 - 瑠璃川幸 役
  - 〜SPRING & SUMMER 2018〜（2018年6月 - 7月・10月 - 11月、天王洲 銀河劇場 / 京都劇場）[10]
  - 〜SPRING 2019〜（2019年4月 - 6月、天王洲 銀河劇場 / メルパルク大阪 / 長岡市立劇場）
  - 〜SUMMER 2019〜（2019年8月 - 9月、品川プリンスホテル ステラボール 他）[11]
  - ACT2! 〜SUMMER 2022〜（2022年7月 ‐ 8月、TACHIKAWA STAGE GARDEN 他）[12]
  - ACT2! 〜AUTUMN 2022〜（2022年11月 - 12月、TOKYO DOME CITY HALL 他）[13]
  - ACT2! 〜WINTER 2023〜（2023年1月 - 2月、TACHIKAWA STAGE GARDEN 他）映像出演[14]
  - ACT2! 〜SUMMER 2023〜（2023年8月 - 9月、TACHIKAWA STAGE GARDEN 他）[15]
  - 〜Four Seasons LIVE 2024〜（2024年10月31日 - 11月4日、東京ガーデンシアター）[16]
  - ACT3! 2025（2025年3月22日 - 5月10日、KAAT神奈川芸術劇場 ホール）[17]
- ミラクル☆ステージ『サンリオ男子』 シリーズ - 西宮諒 役
  - ミラクル☆ステージ『サンリオ男子』（2018年11月、天王洲 銀河劇場）[18]
  - ミラクル☆ステージ『サンリオ男子』〜ハーモニーの魔法〜（2019年11月、品川プリンスホテル クラブeX）[19]
  - ミラクル☆ステージ『サンリオ男子』〜KAWAII Evolution〜（2021年7月 - 8月、品川プリンスホテル クラブeX / 京都劇場）
- ギリシャ神話劇場 神々と人々の日々（2020年5月、渋谷区文化総合センター大和田 さくらホール）- アテナ / パンドラ 役 ※新型コロナウイルスの影響で中止
- おねがいっ パトロンさま！The Stage（2021年9月、草月ホール）- 日球磨塔斗 役
- 朗読活劇 信長を殺した男 2021（2021年11月、神田明神ホール）- 豊臣秀吉、他 役
- 舞台「炎炎ノ消防隊」-破壊ノ華、創造ノ音-（2022年1月、KT Zepp Yokohama）- ユウ 役
- 舞台「灼熱カバディ」（2022年2月、シアター1010）- 人見祐希 役[20]
- 青山オペレッタ THE STAGE 〜ファルチェ・インヴェルソ／逆さの三日月〜（2022年5月、渋谷区文化総合センター大和田4階 さくらホール）‐ 鈴口剛健 役[21]
- 舞台「地獄楽」（2023年2月、ヒューリックホール東京）- 山田浅ェ門付知 役[22]
  - 舞台「地獄楽-終の章-」（2024年2月、シアター1010 / COOL JAPAN PARK OSAKA TTホール） [23]
- 「魔入りました！入間くん」THE STAGE（2023年5月、東京ドームシティ シアターGロッソ）- 鈴木入間 役[24]
  - 「魔入りました！入間くん」THE STAGE 再演（2024年8月 - 9月、東京ドームシティ シアターGロッソ）[25]
- 神戸セーラーボーイズ 定期公演 vol.1「ロミオとジュリアス」「Water me! 〜我らが水を求めて〜」（2023年11月、AiiA 2.5 Theater Kobe）[26]
- 朗読劇「むかしむかしあるところに、死体がありました。」（2024年4月19日、シアター1010）[27]
- Butlers' 歌劇「悪魔執事と黒い猫」〜薔薇薫る舞踏会編〜（2024年6月、IMM THEATER） - アモン・リード 役[28]
- 「ミステリーピューロランド -大鶴肥満 緋色のウェディング-」（2024年9月15日、23日、サンリオピューロランド）[29]
- 朗読劇「少年のアビス」presented by eeo Stage（2025年7月、あうるすぽっと）[30]

### イベント
- あんさんぶるスターズ！ - 真白友也 役
  - あんステフェスティバル（2018年9月、横浜文化体育館 / 神戸ワールド記念ホール）
  - 『あんさんぶるスターズ！THE STAGE』-Party Live-（2023年3月、ぴあアリーナMM）[31]
- MANKAI STAGE 『A3!』 - 瑠璃川幸 役
  - Four Seasons LIVE 2020（2020年9月、東京ガーデンシアター）
  - Troup LIVE SUMMER〜2021〜（2021年10月、KAAT神奈川芸術劇場）
  - Four Seasons LIVE 2024（2024年10月、東京ガーデンシアター）
  - Bloom Fan Meeting 2025（2025年9月27日〈予定〉、品川プリンスホテル ステラボール）[32]
- ミラクル☆ステージ『サンリオ男子』 FUN♡FAN♡MEETING Vol.2 〜Thank you party〜（2022年12月、サンリオピューロランド エンターテイメントホール）- 西宮諒 役[33]
- にごダイブ！2.5次元俳優×TRPGプロジェクト（2023年11月、時事通信ホール）[34]
- 2.5次元男子。LIVE 2025〜推しメンCLUBへようこそ〜（2025年7月11日〈予定〉、LINE CUBE SHIBUYA）[35]

### 映画
- MANKAI MOVIE「A3!」〜SPRING＆SUMMER〜（2021年12月3日公開）- 瑠璃川幸 役
- MANKAI MOVIE「A3!」〜AUTUMN＆WINTER〜（2022年3月4日公開）- 瑠璃川幸 役

## 作品

### 写真集
- 宮崎湧 ファースト写真集『なのっくす。』（2018年3月、ワニブックス） ISBN 978-4847081057